# Национальный резерват Аир и Тенере
Национальный резерват Аир и Тенере — крупнейшая в Африке охраняемая территория, площадью более 77 тыс. км². Занимает восточную часть плато Аир и западную часть пустыни Тенере. Культурную ценность представляют наскальные рисунки и руины заброшенных поселений, свидетельствующие о том, что плато Аир было заселено примерно 30 тысяч лет назад. В 1991 году включён в список Всемирного наследия ЮНЕСКО.

## География

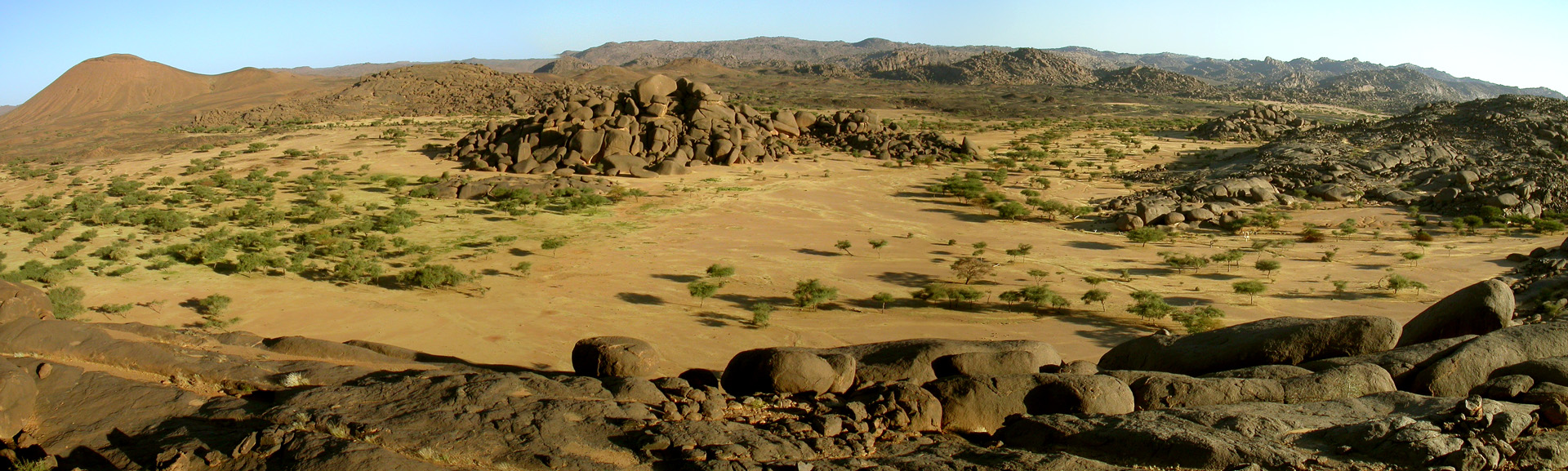
Каменистое плато Аир

Резерват расположен на севере Нигера, в регионе Агадес, приблизительно в 160 километрах к северо-востоку от города Агадес. Резерват расположен в центре Сахары, и характеризуется разнообразием ландшафтов.
Две пятых территории резервата расположены на восточной окраине плато Аир.
Остальная восточная часть заповедника — находится в песчаной пустыне Тенере. Это дюнное море с барханами высотой до 300 метров.

## Флора и фауна
На территории заповедника обитают около 40 видов млекопитающих, 160 видов птиц, 18 видов рептилий (таких как вараны, песчаные гадюки, удавы и гекконы) и один вид земноводных. Флора включает около 350 видов растений.

## Туризм
Ежегодно заповедник посещают более 4 тысяч туристов, в основном из Франции.